# 13912 Gammelgarn
13912 Gammelgarn este o planetă minoră (asteroid), cu un diametru de 3,676 km, din centura de asteroizi. A fost descoperită pe 22 august 1979 la Observatorul La Silla de Claes-Ingvar Lagerkvist⁠(d). 
Obiectul prezintă o orbită caracterizată de o semiaxă mare de 2,3911739 UAi, o excentricitate de 0,14, o înclinație de 1,2943 ° în raport cu ecliptica.